# Marseilles 7:e arrondissement
Marseilles 7:e arrondissement är ett administrativt distrikt i västra delen av den franska staden Marseille, och utgörs av stadsdelarna vid kusten söder om inloppet till den gamla hamnen samt Frioulöarna utanför kusten. Befolkningen var 35 620 invånare 2012. Tillsammans med 1:a arrondissementet utgör det 1:a sektorn, med en för de två arrondissementen gemensam stadsdelsförvaltning, samt gemensam borgmästare och stadsdelsfullmäktige.
Arrondissementet underindelas i sju quartiers, administrativa stadsdelar: Bompard, Endoume, Les Iles, Le Pharo, Le Roucas Blanc, Saint-Lambert och Saint-Victor.
Till arrondissementets mest kända landmärken hör klostret Saint-Victor, Fort Saint-Nicolas, Pharopalatset och fiskehamnen Vallon des Auffes, samt Frioulöarna med fängelseslottet If.